# Orthiopteris acuminata
Orthiopteris acuminata är en ormbunkeart som först beskrevs av Eduard Rosenstock, och fick sitt nu gällande namn av Edwin Bingham Copeland. Orthiopteris acuminata ingår i släktet Orthiopteris och familjen Saccolomataceae. Inga underarter finns listade.